# FireChaser Express
FireChaser Express est un parcours de montagnes russes du parc Dollywood, situé à Pigeon Forge, dans le Tennessee, aux États-Unis.